# Adela croesella
Adela croesella је врста ноћног лептира (мољца) из породице Adelidae. 

## Опис
Распон крила је од 11 до 14 мм. Мужјаци ове врсте имају веома дугачке антене, женке краће са задебљаном базом. Глава је бакарно црне боје. Предња крила су сјајне тамнољубичасте боје, мање или више са пругама златно-окер боје. На предњим крилима у средини се налази жуто-златна попречна пруга, оивичена црно-љубичастом пругом. Задња крила су тамнољубичасте боје.

## Распрострањење и станиште
Врста је распрострањена широм Европе. У Србији је распрострањена на планинама. Преферира рубове шума и шумске пропланке на планинама.   

## Биологија
У мају и јуну обилази цвеће у току дана. Гусенице се хране на калини (Ligustrum vulgare) најпре цветом, а касније и опалим лишћем. 

## Синоними
- Adela religatella Zeller, 1850
- Adela sultzella (Linnaeus, 1767)
- Adela sulzella (Denis & Schiffermüller) 1775
- Phalaena croesella Scopoli, 1763
- Phalaena sultzella Linnaeus, 1767